# U-33 (1936)
U-33 – niemiecki okręt podwodny (U-Boot) typu VII A z okresu II wojny światowej. Okręt wszedł do służby w Kriegsmarine w 1936 roku.

## Historia
Jednostka weszła w skład Flotylli „Saltzwede”, w styczniu 1940 przemianowanej na 2. Flotyllę. 
Od lutego 1937 roku okręt działał na wodach hiszpańskich w związku z toczącą się w tym kraju wojną domową. Głównym zadaniem okrętu w tym czasie było wykonywanie misji patrolowych. 
W pierwszy rejs bojowy podczas II wojny światowej okręt wyszedł z Wilhelmshaven 19 sierpnia 1939 roku. Podczas misji zakończonej 29 września zatopił trzy jednostki, z których największą był brytyjski parowiec „Olivegrove” (4060 BRT) przewożący cukier z Kuby. Drugi rejs bojowy rozpoczął się 29 października 1939 roku. Za pomocą torped i ognia artyleryjskiego okręt zatopił pięć jednostek rybackich i jedną handlową. W późniejszym czasie na minach postawionych przez U-33 zniszczone zostały dwie kolejne brytyjskie jednostki, w tym zbiornikowiec „Inverdargle”  (9 456 BRT) przewożący paliwo lotnicze, który zatonął wraz z całą załogą. 
U-33 w czasie całej służby zatopił 11 jednostek pływających o łącznej pojemności 21931 BRT. Wśród nich był niemiecki frachtowiec „Borkum” (3670 BRT), przejęty 18 listopada 1939 roku jako pryz przez  brytyjski krążownik pomocniczy HMS „California”. 23 listopada 1939 roku w pobliżu Orkadów U-33 zatrzymał jednostkę, biorąc go za statek neutralny. „Borkum” próbował staranować U-33, który ostrzelał go, a po zanurzeniu storpedował. W wyniku ataku zginęło czterech członków niemieckiej załogi frachtowca; opuszczony wrak zdryfował na wybrzeże. Z powodu rozległych zniszczeń i złego stanu technicznego „Borkum” uznany został za stracony i w październiku 1940 roku złomowany. 
5 lutego 1940 roku okręt wyszedł w swój trzeci rejs bojowy, którego celem było stawianie min w szkockiej zatoce Firth of Clyde. Podczas próby wykonania zadania 12 lutego 1940 roku U-33 został wykryty i zaatakowany bombami głębinowymi przez trałowiec HMS „Gleaner”. Uszkodzony okręt wynurzył się, ostatecznie uległ samozatopieniu. Zginęło 25 członków załogi, w tym dowódca, Kptlt. Hans-Wilhelm von Dresky, 17 zdołało się uratować. Na okręcie znajdowała się maszyna szyfrująca Enigma, Brytyjczycy zdołali zdobyć kilka jej istotnych elementów. Źródła różnią się w opisie okoliczności ich pozyskania i w ocenie na ile zdobycz okazała się przydatna przy łamaniu szyfru Enigmy.